# Station Vejen
Station Vejen is een spoorwegstation in het Deense Vejen. Het station ligt aan de spoorlijn Lunderskov - Esbjerg. Tot 1951 was er ook een zijlijn naar Gesten.
Vejen wordt bediend door de stoptreindienst tussen Esbjerg en Aarhus.
Het huidige stationsgebouw dateert uit 1917 en is een ontwerp van Heinrich Wenck. Het verving een eerder gebouw uit 1874.